# Arvegöl
Arvegöl är en sjö i Jönköpings kommun i Småland och ingår i Nissans huvudavrinningsområde. Sjön är 4,2 meter djup, har en yta på 0,0441 kvadratkilometer och är belägen 247,9 meter över havet.

## Delavrinningsområde
Arvegöl ingår i det delavrinningsområde (638737-137705) som SMHI kallar för Förgrening. Avrinningsområdets medelhöjd är 242 meter över havet och ytan är 64,59 kvadratkilometer. Det finns inga delavrinningsområden uppströms utan avrinningsområdet är högsta punkten. Svanån som avvattnar avrinningsområdet har biflödesordning 3, vilket innebär att vattnet flödar genom totalt 3 vattendrag innan det når havet efter 162 kilometer. Delavrinningsområdet består mestadels av skog (75 procent) och sankmarker (12 procent). Avrinningsområdet har 1,06 kvadratkilometer vattenytor vilket ger avrinningsområdet en sjöprocent på 1,6 procent.